# Alexandre Boucicaut
Jean Michel Alexandre Boucicaut (* 18. November 1981 in Port-au-Prince) ist ein ehemaliger haitianischer Fußballspieler. Zwischen 2001 und 2011 war er Mitglied der haitianischen Nationalmannschaft.

## Karriere
Boucicaut begann seine Fußballerlaufbahn 1999 bei Racing Club Haïtien in Port-au-Prince und wurde 2000 mit seinem Verein haitianischer Fußballmeister. Nach der Saison wechselte er zu Violette AC und spielte dort vier Jahre, wobei er in 47 Spielen 22 Tore schoss. Mit Violette AC nahm er 2000 und 2002 an der CFU Club Championship teil. 2004 unterschrieb er als vierter haitianischer Spieler nach Sebastien Vorbe, Patrick Tardieu und Jean Philippe Peguero einen Vertrag bei einem Verein aus der US-amerikanischen Profiliga, in diesem Fall bei Chicago Fire. 2005 wechselte er zu den Colorado Rapids, spielte jedoch keinmal und ging 2006 nach Kolumbien zu Santa Fe CD. Im Jahr 2007 spielte er bei Querétaro Fútbol Club aus Mexiko, im gleichen Jahr wechselte er schließlich zurück zu Violette AC, für die er bis 2011 spielte.
Für die Haitianische Fußballnationalmannschaft spielte Boucicaut zwischen 2001 und 2007 31-mal, wobei er sechs Tore erzielte. 2007 gewann er mit seinem Land den Caribbean Nations Cup. Im Jahr 2001 stand er außerdem im Finale dieses Wettbewerbes.

## Erfolge
- Caribbean Nations Cup: 2007
- Haitianischer Meister: 2000